# Vignols
Vignols é uma comuna francesa na região administrativa da Nova Aquitânia, no departamento de Corrèze. Estende-se por uma área de 15,41 km². Em 2010 a comuna tinha 551 habitantes (densidade: 35,8 hab./km²).